# Papa Benedetto IX
Benedetto IX, nato Teofilatto III dei conti di Tuscolo (Roma, 1007-1012 circa – Grottaferrata, tra il 18 settembre 1055 e il 9 gennaio 1056), è stato il 145º papa della Chiesa cattolica dal 1033 al 1045, poi una seconda volta nel 1045 (147º) e una terza nel biennio 1047-1048 (150º).
Il primo pontificato finì con l'esilio sui Colli Albani. Il secondo terminò per un altro motivo: Benedetto abdicò per cedere il titolo pontificio in cambio di denaro. Egli risulta quindi il quarto papa ad aver abdicato, dopo Clemente I, Ponziano e Silverio. 

Stemma dei conti di Tuscolo

## Biografia
La data di nascita di Teofilatto non è nota con esattezza. Era figlio di Alberico III (conte di Tuscolo, conte di Galeria, Preneste e Arce, console, duca e patrizio dei Romani e conte del sacro palazzo Lateranense); sua madre era una delle sorelle di Giovanni XV. La nobile famiglia dei Tuscolani aveva dato alla Chiesa gli ultimi due pontefici, Benedetto VIII e Giovanni XIX, a riprova dell'elevato grado di potenza che essa aveva raggiunto.
Ricevette la nomina a cardinale da parte di papa Benedetto VIII in data ignota.

### L'elezione al Soglio pontificio
Il padre Alberico III ottenne per Teofilatto l'elezione al Soglio pontificio il 21 ottobre 1032; la consacrazione avvenne il 1º gennaio. La famiglia dei Tuscolani esercitava già il potere civile de facto sull'Urbe: il fratello maggiore del pontefice, Gregorio, era senatore della città. Dalla storiografia medievale emerge l'ipotesi che al momento dell'elezione fosse ancora adolescente. Al contrario gli storici moderni, notando le numerose contraddizioni presenti nelle fonti medievali, ritengono più probabile che al momento della sua ascesa al Soglio pontificio avesse circa venticinque anni. Sia che avesse dodici anni, per altri diciotto, oppure venticinque, si può comunque affermare che Benedetto IX sia stato uno dei papi più giovani della storia.

### Il primo Pontificato (1033-1045)

#### Governo della Chiesa
In ambito teologico e dottrinale Benedetto IX rimase nel solco dell'ortodossia. 
Nel 1035 scoppiò una rivolta a Milano. All'epoca l'arcidiocesi era retta da Ariberto d'Intimiano. Egli mirava a creare un vasto dominio autonomo, indipendente sia dall'imperatore Corrado II di Franconia che da Roma, ma i feudatari minori non erano intenzionati a soggiacere al suo potere. Di qui la causa della rivolta. Conscio che Ariberto fosse diventato un pericolo, il 26 marzo Benedetto IX lo scomunicò e lo dichiarò deposto.
 
Cinque anni dopo, nel 1040, papa Benedetto decise di revocare la scomunica ad Ariberto. Nello stesso anno si recò a Marsiglia, in Provenza, per consacrare la chiesa di San Vittore e proclamare, in un concilio locale, la tregua Dei, cioè la pace che doveva regnare nei giorni santi del calendario liturgico.

Le cronache del tempo attribuiscono a Benedetto IX decisioni coraggiose e importanti per la Chiesa, in cui mostrò fermezza e audacia. Indisse due sinodi per mettere ordine nelle cariche ecclesiastiche, conferite spesso da vescovi simoniaci o già deposti dal sacerdozio. Nel 1042 canonizzò, appena sette anni dopo la morte, il monaco Simeone di Siracusa, la cui causa di canonizzazione era stata promossa da Poppone, il futuro papa Damaso II. Infine, fu l'ago della bilancia nella secolare diatriba tra i patriarcati di Grado e di Aquileia.

#### Relazioni con l’imperatore
Dal punto di vista politico non si distaccò dalla linea dei suoi predecessori, mantenendo buoni rapporti con l'imperatore Corrado II di Franconia al fine di conservare il potere dei Tuscolani su Roma e la campagna circostante, nonché la Sabina e l'Umbria.
Nel 1037 il pontefice si recò a Cremona per incontrare l'imperatore e sostenere la politica imperiale nel Nord Italia contro Ariberto che, nonostante la scomunica, aveva ancora dalla sua parte la classe dei milites (i nobili). Nello stesso anno l'imperatore emanò a Milano la Constitutio de feudis (8 maggio 1037) in base alla quale i valvassori ottenevano l'ereditarietà e l'inalienabilità delle loro terre e dei loro titoli. La Constitutio ebbe però l'effetto di compattare la classe dei milites, che si strinse ancora di più intorno all'arcivescovo, vero garante degli interessi milanesi. Corrado II dovette cedere (morì poi nel 1039).

#### L’esilio a Monte Cavo (1044-45)
Il primo pontificato di Benedetto IX terminò nel settembre del 1044 o tra la fine del 1044 e gli inizi del 1045.
Si sa di certo che fu una rivolta popolare a costringere Benedetto alla fuga da Roma, fino a trovare rifugio nella rocca tuscolana di Monte Cavo. Le cause della rivolta possono essere probabilmente rintracciate nello scontro tra le fazioni tuscolane e quelle anti-tuscolane guidate dai Crescenzi, i quali poi posero sul trono pontificio il vescovo di Sabina, Giovanni Crescenzi Ottaviani. Il loro candidato fu eletto papa il 13 gennaio e consacrato il 20 gennaio col nome pontificale di Silvestro III.

### Ritorno sul Soglio di Pietro e abdicazione (1045)
Il pontificato di Silvestro III durò assai poco. Vista la necessità di ristabilire l'ordine in città, i fratelli di Benedetto IX, Gregorio e Pietro di Tuscolo, lo avrebbero riportato a Roma e, con l'accordo dei Crescenzi e l'unanime consenso dei cittadini di Roma, il 10 febbraio 1045 espulsero il suo rivale Silvestro III.
Benedetto IX riprese subito in mano le redini del potere anche se l'inizio ufficiale del suo nuovo pontificato, secondo quanto riporta il Liber Pontificalis, cadde solo il 10 aprile. Il secondo pontificato durò pochissimo: già il 1º maggio Benedetto IX abdicò, forse per il desiderio di sposarsi, vendendo la carica vescovile per duemila libbre (pari a circa un milione di euro degli anni 2020) al presbitero Giovanni dei Graziani, arciprete della chiesa di San Giovanni a Porta Latina, che fu incoronato col nome di Gregorio VI il 5 maggio 1045.

### Il Concilio di Sutri (1046)
Evidentemente Benedetto si pentì presto della vendita: infatti fece ritorno a Roma per cercare di deporre Gregorio; invece Silvestro rimase nella sua Sabina senza rivendicare alcuna pretesa. Quanto a Gregorio, l'aver assunto la dignità pontificale attraverso uno scambio in denaro (forse un atto ritenuto necessario per liberarsi dell'indegno Benedetto IX) indebolì fin dall'inizio il prestigio del nuovo papa, nonostante la fama di santità che lo circondava.
L'imperatore Enrico III, animato da un profondo spirito di riforma della Chiesa, approfittò della situazione per riunire il Concilio di Sutri nell'autunno 1046, invitando i tre papi a rispondere dell'accusa di simonia. Benedetto IX non si presentò al Concilio, come pure Silvestro III, che già da tempo si era ritirato dalla vita pubblica, mentre Gregorio VI ammise le proprie colpe e venne deposto. Al posto di Benedetto, che nel frattempo era tornato a rivendicare i suoi diritti sul Soglio pontificio, venne eletto un nuovo papa, Suidgero vescovo di Bamberga, che prese il nome di Clemente II. Egli provvide, nel Natale successivo, a deporre nuovamente Benedetto.

### Il terzo Pontificato (1047-48)
Clemente II morì improvvisamente il 9 ottobre 1047. Benedetto IX approfittò della sede vacante e dell'assenza dall'Italia dell'imperatore Enrico per salire nuovamente sul Soglio di Pietro (8 novembre 1047), potendo contare sull'incondizionato appoggio di Guaimario di Salerno e di Bonifacio di Canossa. L’imperatore Enrico III, però, procedette alla nomina di un nuovo papa. Il 25 dicembre 1047 fu eletto nella città di Pöhlde (Bassa Sassonia) Poppone di Bressanone. L'imperatore ordinò a Bonifacio di Canossa di organizzare la scorta del nuovo pontefice fino alla Città eterna. Nell’estate del 1048 Poppone scese in Italia ed entrò a Roma: Benedetto IX riparò nei castelli della Sabina e Poppone si poté insediare in Laterano senza incontrare alcuna resistenza. Il 17 luglio 1048 fu consacrato papa con il nome di Damaso II. Benedetto IX rifiutò di rispondere alle accuse di simonia e venne scomunicato.

### Dopo i pontificati
Dopo il definitivo abbandono del Soglio pontificio, le vicende della vita di Benedetto, ritornato Teofilatto dei conti di Tuscolo, diventano oscure. Si sa solo che l'ex pontefice reagì alla definitiva deposizione non esitando a ingaggiare una vera e propria guerra nei confronti di Leone IX, che il 2 febbraio 1049 aveva sostituito Damaso II, morto il 9 agosto 1048 dopo appena 23 giorni di pontificato. Teofilatto fu per questo scomunicato da Leone (aprile 1049). Il successore di Leone IX fu Gebhard, vescovo di Eichstätt, eletto nel settembre 1054 col nome di Vittore II. Papa Vittore accettò l'elezione pregando per la conversione del suo predecessore-rivale.
Teofilatto morì poco tempo dopo, ma non è possibile stabilire con esattezza tanto la data quanto le circostanze della sua morte. Si può dire con certezza che il 18 settembre 1055 era ancora vivo, perché è registrata una donazione fatta da lui, da suo fratello Guido (padre di Giovanni, di lì a tre anni Benedetto X) e da altri due fratelli al monastero dei santi Cosma e Damiano di Roma, mentre il 9 gennaio 1056 era già morto, perché i tre fratelli fecero celebrare in quel giorno 40 messe in suffragio per la sua anima.
D'altra parte i conti di Tuscolo non si rassegnarono alla perdita del controllo sulla Santa Sede, al punto che alla morte del successore di Vittore II, Stefano IX (1058), tentarono d'imporre come loro candidato Giovanni, cardinale vescovo di Velletri, che venne annoverato tra gli antipapi col nome di Benedetto X.
Benedetto IX morì dopo aver visto susseguirsi sul suo trono, dopo la sua prima deposizione, ben sei successori: Silvestro III, Gregorio VI, Clemente II, Damaso II, Leone IX e Vittore II.

## Benedetto IX nella storiografia
La fama di Benedetto IX fu una delle peggiori che i cronisti suoi contemporanei ci hanno trasmesso. San Pier Damiani (1007-1072), per esempio, descrisse Benedetto IX nel Liber Gomorrhianus come « [...] sguazzante nell'immoralità, un diavolo venuto dall'Inferno travestito da prete» o come « [...] apostolo dell'Anticristo, saetta scoccata da Satana, verga di Asur, figliolo di Belial, puzza del mondo, vergogna dell'umanità». Bonizone, vescovo di Sutri, disse che era solito commettere «vili adulterii e omicidi». Nel terzo libro dei suoi Dialoghi Papa Vittore III (1086-1087) scrisse che Benedetto « [...] era votato alla voluttà e molto più incline a vivere come epicureo che come un pontefice», dipingendolo come uno dei peggiori papi mai esistiti; l'opinione di Vittore III non può evidentemente essere neutrale, dato il suo ruolo. La critica moderna non si discosta di molto dall'immagine data dai commentatori medievali. Per esempio, la Catholic Encyclopedia lo descrisse come « [...] una disgrazia per la Chiesa», e Ferdinand Gregorovius scrisse che con Benedetto IX il papato toccò il fondo della decadenza morale: « [...] conduceva tranquillamente in Laterano una vita da sultano orientale».
Sulla fine del primo pontificato di Benedetto IX esistono varie versioni. Il vescovo di Sutri Bonizone (1145 ca. – 1190 ca.) spiega la fine del primo pontificato con la scelta di contrarre matrimonio. Secondo Claudio Rendina, invece, la questione del matrimonio è riportata come la causa della fine del secondo pontificato, dopo la deposizione di Silvestro e prima dell'elezione di Gregorio.

## Benedetto IX nella letteratura
- Renzo Rosso, Il trono della bestia, 2002 - Romanzo sulla vicenda umana e storica di Benedetto IX, incarnazione di una Chiesa problematica in una delle epoche più difficili della sua storia
- Peter Prange, Il papa bambino, Newton & Compton, 2013 - Biografia molto romanzata di Benedetto IX

## Tavola genealogica
Teofilatto III era figlio di Alberico III esponente della celebre casata dei Conti di Tuscolo, e nipote dei papi Benedetto VIII e Giovanni XIX.
Alberico III, a sua volta, era figlio di Gregorio I dei Conti di Tuscolo, figlio di Alberico II di Spoleto, e nipote di Giovanni XII.
Sua madre era una delle sorelle di Giovanni XV, mentre Giovanni XI e Giovanni XIII erano rispettivamente zio e cugino del suo prozio Giovanni XII. Sergio III, padre di Giovanni XI, era suo pro-prozio; Benedetto VII aveva per zio suo bisnonno Alberico II ed era, quindi, cugino di secondo grado di suo padre Alberico III e dei suoi zii Benedetto VIII e Giovanni XIX: perciò Benedetto VII era suo cugino di terzo grado.
Infine, alcuni storiografi affermano che Adriano III fosse in realtà Agapito, fratello di suo pro-prozio Sergio III, e che Adriano I fosse un antico avo dei Conti di Tuscolo. Infine il figlio di suo fratello Guido, quindi suo nipote, era Giovanni II "Mincio" Conte di Tuscolo, poi Benedetto X (1058-1059).
|                                   |   |                          | Genitori                  |  |  | Nonni |  |  | Bisnonni               |  |  | Trisnonni             |  |
|                                   |   |                          |                           |  |  |       |  |  | Alberico II di Spoleto |  |  | Alberico I di Spoleto |  |
|                                   |   |                          |                           |  |  |       |  |  | Alberico II di Spoleto |  |  | Alberico I di Spoleto |  |
|                                   |   | Marozia, Regina d'Italia |                           |  |  |       |  |  | Alberico II di Spoleto |  |  |                       |  |
| Gregorio I di Tuscolo             |   |                          |                           |  |  |       |  |  | Alberico II di Spoleto |  |  |                       |  |
|                                   |   | Stefania Crescenzi       | Giovanni Crescenzi I      |  |  |       |  |  |                        |  |  |                       |  |
|                                   |   | Stefania Crescenzi       | Giovanni Crescenzi I      |  |  |       |  |  |                        |  |  |                       |  |
|                                   |   | Stefania Crescenzi       | Teodora II dei Teofilatti |  |  |       |  |  |                        |  |  |                       |  |
| Alberico III dei conti di Tuscolo |   | Stefania Crescenzi       |                           |  |  |       |  |  |                        |  |  |                       |  |
|                                   |   | …                        | …                         |  |  |       |  |  |                        |  |  |                       |  |
|                                   |   | …                        | …                         |  |  |       |  |  |                        |  |  |                       |  |
|                                   |   | …                        | …                         |  |  |       |  |  |                        |  |  |                       |  |
| Maria                             |   | …                        |                           |  |  |       |  |  |                        |  |  |                       |  |
|                                   |   | …                        | …                         |  |  |       |  |  |                        |  |  |                       |  |
|                                   |   | …                        | …                         |  |  |       |  |  |                        |  |  |                       |  |
|                                   |   | …                        | …                         |  |  |       |  |  |                        |  |  |                       |  |
| Papa Benedetto IX                 |   | …                        |                           |  |  |       |  |  |                        |  |  |                       |  |
|                                   | … | …                        |                           |  |  |       |  |  |                        |  |  |                       |  |
|                                   | … | …                        |                           |  |  |       |  |  |                        |  |  |                       |  |
|                                   | … | …                        |                           |  |  |       |  |  |                        |  |  |                       |  |
| Leone                             | … |                          |                           |  |  |       |  |  |                        |  |  |                       |  |
|                                   |   | …                        | …                         |  |  |       |  |  |                        |  |  |                       |  |
|                                   |   | …                        | …                         |  |  |       |  |  |                        |  |  |                       |  |
|                                   |   | …                        | …                         |  |  |       |  |  |                        |  |  |                       |  |
| Ermelina                          |   | …                        |                           |  |  |       |  |  |                        |  |  |                       |  |
|                                   |   | …                        | …                         |  |  |       |  |  |                        |  |  |                       |  |
|                                   |   | …                        | …                         |  |  |       |  |  |                        |  |  |                       |  |
|                                   |   | …                        | …                         |  |  |       |  |  |                        |  |  |                       |  |
| …                                 |   | …                        |                           |  |  |       |  |  |                        |  |  |                       |  |
|                                   |   | …                        | …                         |  |  |       |  |  |                        |  |  |                       |  |
|                                   |   | …                        | …                         |  |  |       |  |  |                        |  |  |                       |  |
|                                   |   | …                        | …                         |  |  |       |  |  |                        |  |  |                       |  |
|                                   |   | …                        |                           |  |  |       |  |  |                        |  |  |                       |  |